# François Verdeil
Pour les articles homonymes, voir Verdeil.
François Verdeil, né à Berlin le 15 octobre 1747 et mort à Lausanne le 21 février 1832, est un médecin et physiologiste suisse. Il est le père d'Auguste Verdeil.

## Biographie
Il fait ses études de médecine à Bâle où il est élève de Jean Bernoulli puis à Montpellier dès 1766 et devient médecin à Lausanne.
Membre du Conseil des Deux-Cents (1783) et du collège de médecine de Lausanne dès sa fondation en 1787 après la mort de Tissot, il doit s'exiler en France en 1791 à cause de sa participation au banquets des Jordils et de Rolleil et est réintégré au sein du collège de médecine en 1796. Il est chargé en 1796 de l'organisation sanitaire, devient directeur du bureau (1798-1810) et médecin en chef de l'armée helvétique (1799).
Membre du conseil académique de Lausanne dès 1806 et du conseil de santé (1810-1832), il fait partie des fondateurs de la Société des sciences physiques de Lausanne (1783) et de la Société des sciences physiques de Lausanne (1819).
Franc-maçon, il est membre de la loge Saint-Jean à Lausanne et Grand maître du Grand Orient helvétique romand (1816-1829).